# Порто фліп

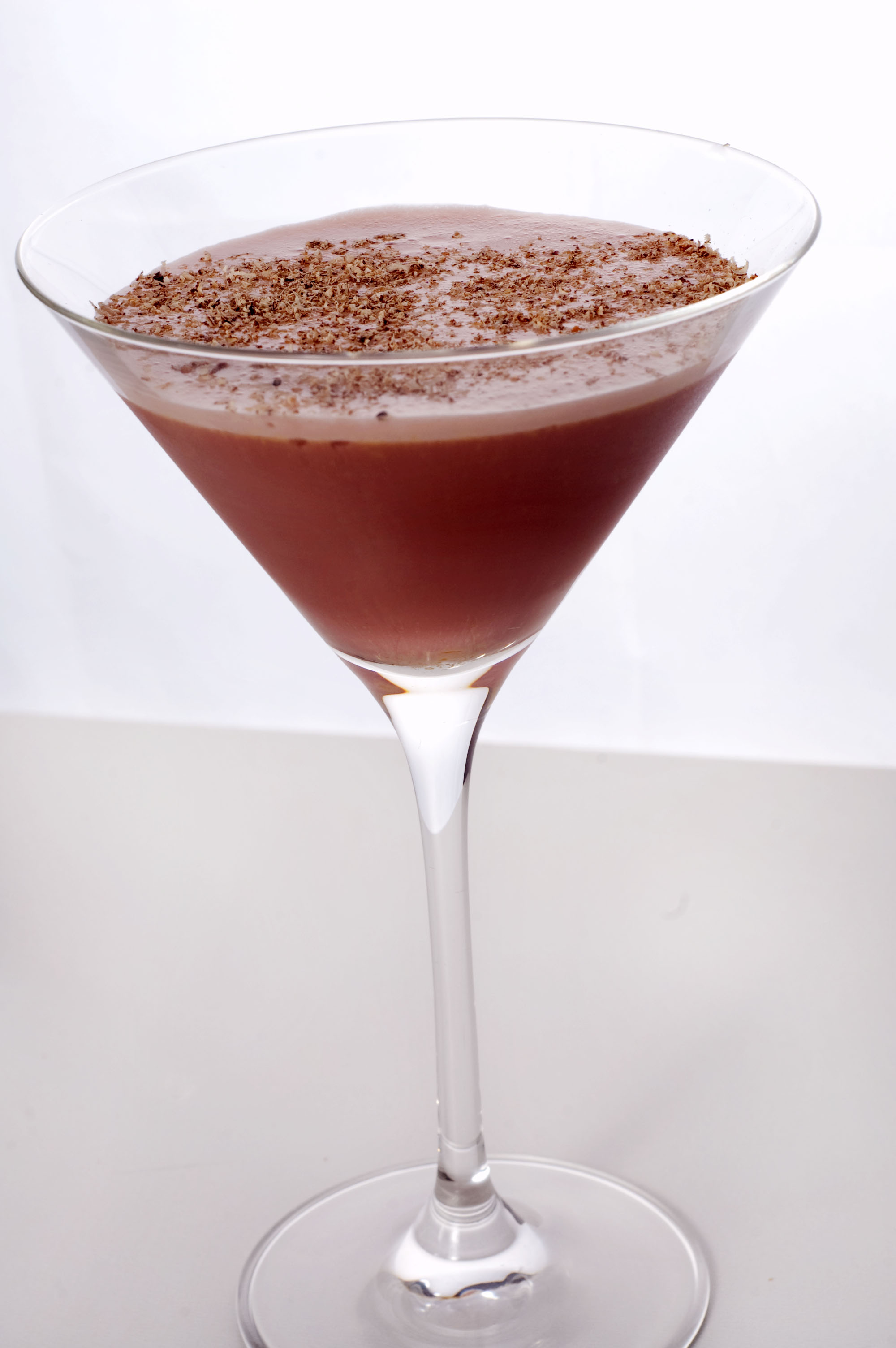
Коктейль «Порто фліп»

«Порто фліп» (англ. Porto Flip) — алкогольний коктейль на основі портвейна і бренді, різновид флипа. Класифікується як лонґ дрінк (англ. long drink). Є єдиним фліпом, який увійшов в число офіційних напоїв Міжнародної асоціації барменів (IBA), категорія «Незабутні» (англ. The Unforgettables).

## Спосіб приготування
Склад коктейлю «Порто фліп»:
- червоний портвейн — 45 мл (4,5 cl);
- бренді — 15 мл (1,5 cl);
- жовток яйця — 10 мл (1 cl).

Портвейн, бренді та жовток змішуються у шейкері з великою кількістю льоду. Новоутворена суміш зціджується. Основна маса отриманого напою має той чи інший відтінок рожевого кольору і досить однорідну консистенцію, на поверхні утворюється тонкий шар нещільної світлої пінки.
Коктейль традиційно подається в коктейльному келихі, його поверхня посипається тертим мускатним горіхом. Міцність напою становить зазвичай близько 20—22 градусів. Подається порто-фліп, як правило, у якості дигестива.